# Christian Graf von Krockow
Christian Graf von Krockow (* 26. Mai 1927 in Rumbske (Pommern); † 17. März 2002 in Hamburg) war ein deutscher Politikwissenschaftler, Historiker und Schriftsteller.

## Leben

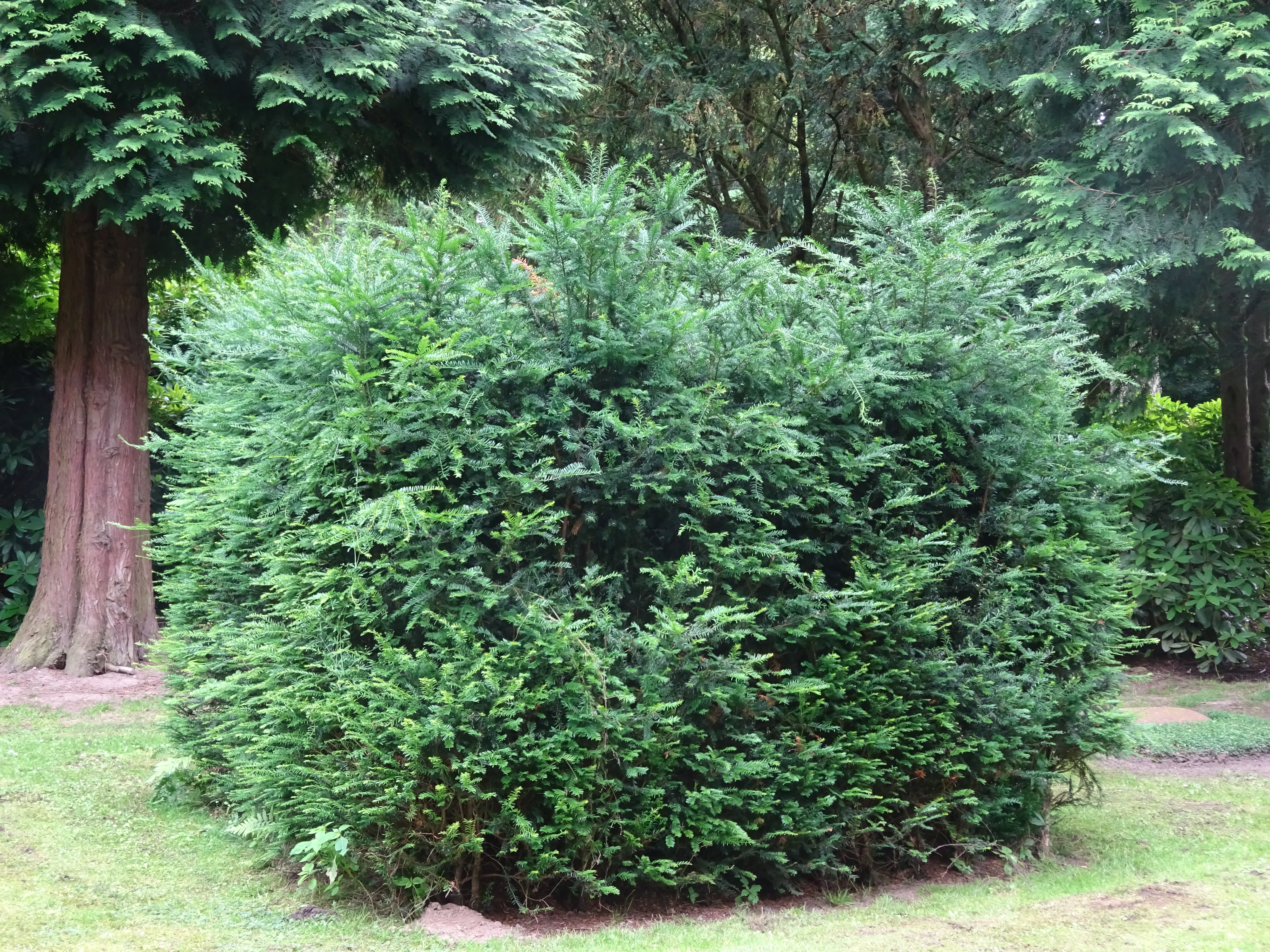
Grabstelle von Christian Graf von Krockow auf dem Friedhof Hamburg-Ohlsdorf

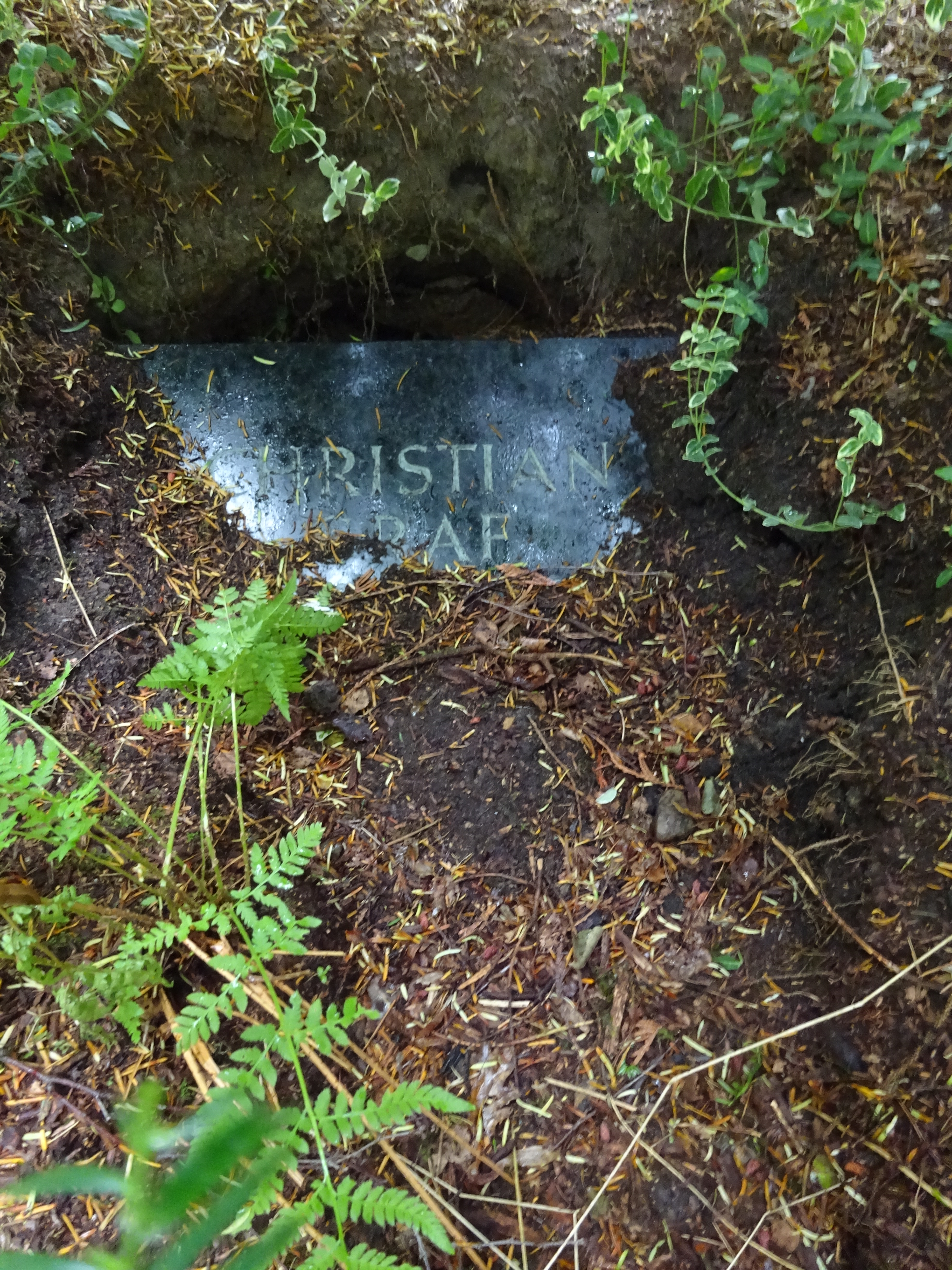
Grabstelle von Christian Graf von Krockow – abgesunkener Grabstein

Christian Graf von Krockow entstammte der uradeligen pommerschen Familie von Krockow. Er besuchte die Baltenschule Misdroy in Vorpommern und das Athenaeum Stade in der Nähe Hamburgs. 1945 kam er als Flüchtling wieder nach Stade. Vorher war er als ehemaliger 17-jähriger Soldat kurzzeitig in Dänemark interniert.
1947 bis 1954 studierte von Krockow Soziologie, Philosophie und Staatsrecht an den Universitäten Göttingen und Durham. 1955 wurde er mit der Doktorarbeit Der Dezisionismus bei Ernst Jünger, Carl Schmitt und Martin Heidegger, seine soziale Funktion und seine sozialtheoretische Bedeutung an der Universität Göttingen promoviert.
Von 1961 bis 1965 war von Krockow Professor für Politikwissenschaft an der Pädagogischen Hochschule Göttingen, danach an der Universität des Saarlandes und von 1968 bis 1969 an der Universität Frankfurt am Main. Als Honorarprofessor für Politikwissenschaft holte Peter Lösche ihn 1981 an die Sozialwissenschaftliche Fakultät der Universität Göttingen. Von 1970 bis 1973 gehörte er dem Gründungsausschuss der Universität Oldenburg an, an der er sich engagierte.
Seit 1969 lebte und arbeitete von Krockow als freier Wissenschaftler, Publizist und erfolgreicher Schriftsteller in Hamburg. Seine mit literarischer Feder geschriebenen Monographien zu Preußen, dem Osten Deutschlands sowie Fragen der deutschen Nation und die Biographien über Friedrich II., Kaiser Wilhelm II. und den Widerstandskämpfer Claus Schenk Graf von Stauffenberg wurden vielfach Bestseller und fanden reiche Beachtung in der historisch-politisch interessierten Öffentlichkeit.
Zwischen 1971 und 1980 verfasste Krockow drei Bücher und verschiedene Aufsätze zu Sport und Gesellschaft. 1994 erhielt er den Dr.-Leopold-Lucas-Preis und den Friedrich-Schiedel-Literaturpreis. Für seine Verdienste um die „Deutung und Reflexion der gesellschaftlich-politischen Gegenwart“ wurde er 1995 mit der Ehrendoktorwürde „Rerum Politicarum“ der Carl von Ossietzky Universität Oldenburg ausgezeichnet.
Der Politikwissenschaftler Karl Dietrich Bracher schrieb über von Krockows Buch Hitler und seine Deutschen (München 2001): „Die Lektüre des bemerkenswerten Buches ist allen zu empfehlen, die nach einer Darstellung und Erklärung des noch immer brennenden Hitler-Themas auf dem heutigen Stand der zeitgeschichtlichen Forschung suchen.“
Christian Graf von Krockow war homosexuell und lebte seit den 1990er Jahren mit seinem späteren Adoptivsohn Alexander-Pascal (bürgerlich: Lothar Romeike) zusammen.
Christian Graf von Krockow wurde auf dem Parkfriedhof Hamburg-Ohlsdorf beigesetzt (R6 4-6).

## Veröffentlichungen (Auswahl)
- Die Entscheidung. Eine Untersuchung über Ernst Jünger, Carl Schmitt, Martin Heidegger. Stuttgart 1958 (Zugleich: Göttingen, Universität, Dissertation).
- Nationalismus als deutsches Problem. Piper, München 1970, ISBN 3-492-01855-6.
- Reform als politisches Prinzip. Piper, München 1976, ISBN 3-492-00436-9.
- Warnung vor Preußen. Severin und Siedler, Berlin 1981, ISBN 3-88680-002-4.
- Scheiterhaufen. Größe und Elend des deutschen Geistes. Severin und Siedler, Berlin 1983, ISBN 3-88680-042-3.
- Die Reise nach Pommern. Deutsche Verlags-Anstalt, Stuttgart 1985, ISBN 3-421-06251-X.
- Friedrich der Große. Lebensbilder. Lübbe Verlag, Bergisch Gladbach 1986, ISBN 3-7857-0414-3.
- Die Stunde der Frauen. Deutsche Verlags-Anstalt, Stuttgart 1988, ISBN 3-421-06396-6.
- Die Deutschen in ihrem Jahrhundert. Rowohlt, Reinbek b. Hamburg, ISBN 3 498 03452 9.
- Preußen. Eine Bilanz. Deutsche Verlagsanstalt, Stuttgart 1992, ISBN 3-421-06549-7.
- Die Deutschen vor ihrer Zukunft. Rowohlt, Berlin 1993, ISBN 3-87134-081-2.
- Begegnung mit Ostpreußen. Deutscher Taschenbuchverlag, München 1995 ISBN 3-423-30493-6.
- Die preußischen Brüder. Prinz Heinrich und Friedrich der Große. Ein Doppelportrait. Deutsche Verlagsanstalt, Stuttgart 1996, ISBN 3-421-05026-0.
- Kaiser Wilhelm II. und seine Zeit. Biographie einer Epoche. Siedler, Berlin 1999, ISBN 3-88680-666-9.
- Erinnerungen. Zu Gast in drei Welten. Deutsche Verlagsanstalt, Stuttgart 2000, ISBN 3-421-05335-9.
- Über die Deutschen. List, München 2000, ISBN 3-548-60018-2.
- Hitler und seine Deutschen. List, München 2001, ISBN 3-471-79415-8.
- Eine Frage der Ehre. Stauffenberg und das Hitler-Attentat vom 20. Juli 1944. Rowohlt, Berlin 2002, ISBN 3-87134-441-9.
- Die Zukunft der Geschichte. Ein Vermächtnis. List, München 2002, ISBN 3-548-60381-5.